# Порфаон
Порфаон (или Портаон, др.-греч. Πορθάων; у Гомера и Никандра — Порфей, Πορθεύς, у Вакхилида — Парфаон, Παρθάων) — персонаж древнегреческой мифологии. Царь Калидона, в основном встречается в родословных. Сын Агенора и Эпикасты, внук Ксантиппы, правнук Этола (либо сын Ареса). Его сестра, вероятно, Демоника. Один из его родственников, возможно, племянник — Фестий, царь Этолии. Жена — Эврита, дети Ойней, Агрий, Алкатой, Мелан, Левкопей, Стеропа (либо вместо Левкопея сын Пилон). По Гомеру, три сына Агрий, Мелас и Иней. Другая жена Лаофоя, дочери Еврифемиста, Стратоника, Стеропа.